# Aleksander Pietraszkiewicz
Aleksander Pietraszkiewicz, ros. Александр Федорович Петрашкевич (ur. 18 lipca 1918 w Ostroszapkach w powiecie Tołoczyn, zm. ?) – Białorusin, oficer Armii Czerwonej i aparatu bezpieczeństwa PRL.

## Życiorys
Skończył dwie klasy szkoły średniej. Od 1938 służył w Armii Czerwonej, w 1939 ukończył szkołę oficerską. 
Od grudnia 1939 brał udział w wojnie sowiecko-fińskiej jako dowódca plutonu w rejonie uchtińskim; 12 marca 1940 został ranny w głowę, do maja 1941 przebywał w szpitalu. Następnie do czerwca 1941 był dowódcą plutonu samochodowego, do lutego 1942 dowódcą Eskadronu Specjalnego Oddziału Sztabu Armii i do września 1942 dowódcą kompanii zwiadu dywizji piechoty.
Od września 1942 do stycznia 1943 ponownie ukończył kurs w szkole oficerskiej Frontu Zachodniego. 
Do kwietnia  1944 pełnił służbę w oddziale rozpoznawczym dywizji, a od kwietnia do lipca 1944 był szefem zwiadu dywizji. Od lipca do września 1944 był na stanowisku dowódcy pułku piechoty. Pod Rżewem został ranny w pierś.
1 września 1944 skierowany do Wojska Polskiego, początkowo jako zastępca szefa Wydziału I Zwiadu Sztabu Głównego WP, a od 22 października 1944 jako zastępca szefa zwiadu I Brygady Zaporowej. Od 18 lutego 1945 dowódca grupy manewrowej w tej brygadzie, w kwietniu 1945 na leczeniu w Szpitalu Garnizonowym Wojska Polskiego Nr 2 w Lublinie (w Suwałkach został ranny w nogi).
Po leczeniu został przeniesiony do WUBP w Lublinie, do listopada 1945 na stanowisko zastępcy szefa Wydziału I do Walki z Bandytyzmem i do 1 kwietnia 1946 szefa tego Wydziału. Od kwietnia 1946 do lipca 1947 na identycznym stanowisku w WUBP w Bydgoszczy.
W 1947 zwolniony ze służby, powrócił do ZSRR.
Członek WKP(b) i PPR.

## Odznaczenia
- Order Wojny Ojczyźnianej
- Order Czerwonej Gwiazdy
- Medal „Za obronę Moskwy”
- Złoty Krzyż Zasługi
- Srebrny Krzyż Zasługi
- Medal Zwycięstwa i Wolności 1945
- Medal „Za zwycięstwo nad Niemcami w Wielkiej Wojnie Ojczyźnianej 1941–1945”
- Odznaka Grunwaldzka[2].